# United States Satellite Broadcasting
United States Satellite Broadcasting foi uma empresa de televisão por satélite, fundada em 1981 e extinta em 1998, quando foi comprada pela DirecTV.